# وتنفس بشكل طبيعي (فلم)
وتنفس بشكل طبيعي (باللغة الآيسلندية: Andið eðlilega) هو فيلم دراما آيسلندي لعام 2018 من إخراج إيزولد أوغادوتير. تم عرضه في قسم مسابقة السينما العالمية الدرامية في مهرجان صاندانس السينمائي لعام 2018، حيث حصل على جائزة الإخراج السينمائي العالمي.

## القصة
لارا أم عازبة تكافح. حدت من بطاقاتها الائتمانية، وفقدت شقتها، وتعيش في سيارتها مع ابنها إلدار البالغ من العمر ست سنوات. وأخذت وظيفة متدرب أمن الحدود مع شرطة مطار رايكيانسبير، في شبه الجزيرة الجنوبية. تحاول أجا، وهي مسافرة من غينيا بيساو قُتلت صديقتها بسبب كونها مثلية، الهروب من اضطهاد بلدها للمثليين من خلال طلب اللجوء في كندا. بعد أن لاحظت لارا وجود تباين في جواز سفر أجا، تم فصلها عن زملائها المسافرين (ابنتها وأختها) واحتُجزت في مركز للاجئين حتى يتم اتخاذ قرار بشأن وضعها كمهاجرين. تتقاطع حياة المرأتين وتتشكل علاقة غير محتملة.

## الممثلون والشخصيات
- كريستين ذورا هارالدسدوتير في دور لارا
- بابيتيدا سادجو في دور أجا
- باتريك نوكفي بيتورسون في دور إلدار
- براغي أرناسون
- ياكوب س. يونسون
- سفاين غيرسون
- هيلغا فالا هيلغادوتير
- ذورستين باكمان
- غوذبييرغ ثورودسن
- سولفيغ غوذموندسدوتير
- غونار يونسون

## الإنتاج
تم تصوير فيلم «وتنفس بشكل طبيعي» في شبه الجزيرة الجنويية في أيسلندا في خريف وشتاء عام 2016 على مدار 28 يومًا. حدث التحرير في بروكسل، بلجيكا حيث كان الفيلم يبدو مختلطًا أيضًا. تم الانتهاء من الدرجات اللونية في «شوت&بوست» في غوتنبرغ، السويد.

## العرض
أجرى العرض الأول ل فيلم «وتنفس بشكل طبيعي» في مهرجان صاندانس السينمائي في 22 يناير 2018. تم إصداره مسرحيًا في آيسلندا في 9 مارس 2018.
تم عرض الفيلم في مهرجان سان فرانسيسكو الدولي للمثليين في 19 يونيو 2018.

## الاستقبال النقدي
في العرض الأول لمهرجان صاندانس السينمائي، كانت الاستقبال النقدي إيجابية إلى حد كبير. قارن الناقد السينمائي آلان هانتر في مجلة «سكرين دايلي» الفيلم بالأعمال التي قام بها إخوان داردين وكين لوش: «يستحق المقارنات مع أفلام إخوان داردين أو تعاون كين لوش/بول لافرتي،» تنفس بشكل طبيعي«بشكل كبير للإعجاب يضخم الدراما في الميلودراما، يتم رصد الظروف والمواقف بعناية وعرضها على المشاهد دون أي حاجة للتغلب على أوتار القلب، كما تؤمّن أوغادوتير عروضًا متعاطفة وطبيعية من طاقمها الذي يساعد على جذب المشاهد إلى حياته.»
وصفت الناقدة أليسا سايمون من مجلة فارايتي الفيلم بأنه «دراما اجتماعية واقعيّة مثيرة للإعجاب». أشارت شيري ليندن من صحيفة هوليوود ريبورتر إلى «فهم أوغادوتير للأداء الطبيعي والعين لمناظر تشكيل الشخصية».

## وسائل الإعلام الرئيسية
تم عرض فيلم «وتنفس بشكل طبيعي» كفيديو حسب الطلب على نتفلكس في 4 يناير 2019.

## روابط خارجية
- مقالات تستعمل روابط فنية بلا صلة مع ويكي بيانات